# دابوویتسا
دابوویتسا (به بلغاری: Dabovitsa) یک منطقهٔ مسکونی در بلغارستان است که در استان بورگاس واقع شده‌است.